# Quiñonería
Quiñonería är en kommun i Spanien.   Den ligger i provinsen Provincia de Soria och regionen Kastilien och Leon, i den nordöstra delen av landet, 190 km nordost om huvudstaden Madrid. Arean är 38 kvadratkilometer.
Terrängen i Quiñonería är platt åt nordost, men åt sydväst är den kuperad.